# Vatadaža
Vatadaža (singalsko වටදාගෙය, tamilsko வட்டதாகே) je tip budistične strukture, ki jo najdemo na Šrilanki. Poznamo jo tudi kot dage, thupagara in cetiyagara. Čeprav je morda imela nekaj indijskega vpliva, je to struktura, ki je bolj ali manj edinstvena za arhitekturo starodavne Šrilanke. Vatadaže so bile kot zaščita zgrajene okoli majhnih dagob, ki so pogosto vsebovale relikvijo ali so bile zgrajene na svetih tleh. Krožne oblike so bile običajno zgrajene iz kamna in opeke ter okrašene z izdelanimi kamnitimi rezbarijami. Vatadaže so morda imele tudi leseno streho, ki so jo podpirali številni kamniti stebri, razporejeni v več koncentričnih vrstah.
Na Šrilanki je le še deset vatadaž. Graditelji mnogih teh spomenikov niso znani, kot je njihov čas nastanka. Najstarejša takšna zgradba naj bi bila tista, ki obdaja  Tuparamayo. Najboljši primer vatadaže je običajno Polonnaruwa vatadaža. Poleg teh so vatadaže v Medirigiriji in Thiriyai bolj ali manj nedotaknjene.
== Etimologija
Čeprav je danes priljubljena kot vatadaža, je struktura imela več različnih imen. V antični literarni literaturi se ta vrsta strukture imenuje vatadage ali dag. Kroniki Pujavaliya in Dalada Sirita iz 12 in 13 stoletja uporabljata ta imena, ko omenjata vatadažo Tuparamaya in Polonnaruwa. Vendar pa pali besedila uporabljajo ime thupaghara. Ime cetiyaghara se tudi uporablja v nekaterih virih. 
Beseda vatadaža dobesedno pomeni krožna hiša za relikvijo ali svetišče. Dage preprosto pomeni "relikvijina hiša". Podobno cetiagara pomeni "spominska hiša" in thupaghara "stupa". 

## Značilnost
Kot pove že ime, so bile vatadaže krožne oblike. Za njihovo zaščito so bile zgrajene okoli majhnih stup, kot tudi zavetje za privržence. Stupa se nahaja v središču dvignjene krožne ploščadi, običajno tlakovane s kamnom. Vatadaža v Polonnaruwi ima dve ploščadi, ena nad drugo. Ta ploščad je vsebovala več koncentričnih vrst kamnitih stebrov. Stebri notranje vrste so bili najvišji, medtem ko so se višine stebrov v zunanjih vrstah postopoma zmanjševale, kot so se širile od središča. Število kamnitih stebrov in vrst se je razlikovalo od strukture do strukture, vatadaža v Lankarami je imela na primer prvotno kar 88 stebrov.
Koncentrične vrste kamnitih stebrov so domnevno uporabljali za podporo lesene strehe. Vendar pa je sporno, ali je bila v nekaterih vatadažah zgrajena streha . Če je ta obstajala, je bila lahko delno nad stupo samo. Vendar postavitev kamnitih stebrov kaže, da je bila streha morda konične oblike. Ploščad je pogosto obkrožala opečna stena in obstajajo dokazi, da je notranjost tega zidu okrašena s slikami.
Vatadaže so pogosto imele štiri vhode, običajno usmerjene v štiri glavne smeri. Vendar pa vse niso bile zgrajene po tej tradiciji. Vatadaže, kot je Thuparama, imajo le en vhod. Ti vhodi so bili podrobno opremljeni. Stopnice, ki so vodile do dvignjene ploščadi, so bile okrašene z rezbarijami, prav tako kot korawak galas (kamnita balustrada). V podnožju stopnic je bil postavljen mesečev kamen (sandakada pahana), obdan z dvema muragalama (kamen varuh). 

## Zgodovina
Nekatere starodavne stupe v Indiji imajo ploščadi, okrašene z rezbarijami na njihovi bazi, kot je Amaravati stupa v Andra Pradeš. Čeprav je ta vrsta strukture lahko vplivala na bolj kompleksno vatadažo, je bolj ali manj edinstvena za starodavno arhitekturo Šrilanke.
Najstarejša vatadaža na Šrilanki naj bi bila tista v templju Thuparama v Anuradhapuri. Gradil jo je Vasabha okoli že obstoječe stupe, med vladanjem od 67. do 111. leta.  Čeprav je bilo po tem izdelanih več vatadaž, je v večini primerov negotovo, kdo jih je zgradil ali kdaj. Le deset vatadaž ostaja v državi. Te so v Thuparami, Lankarami, Mihintali, Polonnaruwi, Medirigiriyi, Attanagalli, Rajangani, Menikdeni, Devundari in Tiriyayi.  Od tega so vatadaže v Polonnaruwi, Medirigiriyi in Tiriyayi relativno dobro ohranjene in zagotavljajo dobro indikacijo prvotnega videza te vrste konstrukcij. Vatadaže v Mihintaleju in Attanagalli je lahko zgradil Gothabhaya, ki je vladal v 3. stoletju. 
Rajanganova vatadaža, ki je bila verjetno zgrajena v 7. ali 8. stoletju, se razlikuje od drugih, saj ima kvadratno ploščad in ne krožno. Vatadaža v Tiriyayi je bila zgrajena v 8. stoletju.  Vatadaža Polonnaruwa, ki velja za "končni razvoj" vatadažne arhitekture, je bila zgrajena v 12. stoletju. 
Vatadaže so bile običajno zgrajene okrog stebrov, ki so bili zgrajeni na svetih tleh ali so vsebovale Budovo relikvijo ali predmet, ki ga je uporabil. Vatadaža Polonnaruwa je morda hranila Budov zob.  Podobno se domneva, da je relikvija Budov las shranjena v Tiriyayi in njegova kost ključnica v Thuparami. 